# Tomasz Lew Leśniak
Tomasz Leśniak (ur. 19 grudnia 1977 w Warszawie) – polski rysownik, animator i twórca komiksowy, laureat Grand Prix konkursu na MFK 1999 za cykl o Jeżu Jerzym.
Ukończył studia na Wydziale Grafiki Europejskiej Akademii Sztuk w Warszawie.

## Twórczość

### Komiksy

#### cykl Jeż Jerzy
1. Jeż Jerzy. Dla dzieci. (1998) - scenariusz Rafał Skarżycki
2. Jeż Jerzy. The true story. (1999) - scenariusz Rafał Skarżycki
3. Jeż Jerzy. Nie dla dzieci. (2002) - scenariusz Rafał Skarżycki
4. Jeż Jerzy. Wróg publiczny. (2002) - scenariusz Rafał Skarżycki
5. Jeż Jerzy. Egzorcysta. (2003) - scenariusz Rafał Skarżycki
6. Jeż Jerzy. Ścigany. (2003) - scenariusz Rafał Skarżycki
7. Jeż Jerzy. Dokument. (2004) - scenariusz Rafał Skarżycki
8. Jeż Jerzy. Ziom. (2005) - scenariusz Rafał Skarżycki
9. Jeż Jerzy. In vitro. (2006) - scenariusz Rafał Skarżycki
10. Jeż Jerzy. Człowiek z blizną. (2007) - scenariusz Rafał Skarżycki
11. Jeż Jerzy. Musi umrzeć. (2009) - scenariusz Rafał Skarżycki
12. Jeż Jerzy na urwanym filmie (2011) - scenariusz Rafał Skarżycki (album towarzyszący premierze filmu)[1]

#### cykl Tymek i Mistrz
1. Uczeń czarnoksiężnika. (2003) - scenariusz Rafał Skarżycki
2. Pojedynek magów. (2003) - scenariusz Rafał Skarżycki
3. Strachy na Lachy. (2003) - scenariusz Rafał Skarżycki
4. Wyprawa na koniec świata. (2004) - scenariusz Rafał Skarżycki
5. Król kłopotów. (2004) - scenariusz Rafał Skarżycki
6. Perpetuum mobile. (2005) - scenariusz Rafał Skarżycki

#### cykl KRON
liternictwo i kolor w zeszytach
1. KRON. (1999) - scenariusz Rafał Skarżycki, rysunek Bogusław Polch i Przemysław Truściński
2. KRON. (1999) - scenariusz Rafał Skarżycki, rysunek Bogusław Polch i Przemysław Truściński

#### pozostałe

##### publikacja internetowa
- Euzebiusz i Cezary. (Gildia.pl Komiks) - scenariusz Rafał Skarżycki

##### w książce "Supermocni kontra złodzieje zdrowia"
- Liga Profesora Jot - scenariusz Rafał Skarżycki

##### komiksy w antologiach
- Spotkanie. (2003, w antologii komiksu polskiego „Wrzesień: wojna narysowana”) - scenariusz Rafał Skarżycki
- Najgorszy z demonów. (2004, w antologii komiksu polskiego „Człowiek w probówce”) – scenariusz Rafał Skarżycki
- Jeż Jerzy. (2004, specjalne wydanie „ Areny Komiksu” – antologia z okazji XV. Międzynarodowego Festiwalu Komiksu w Łodzi) – scenariusz Rafał Skarżycki
- Tymek i Mistrz – (2006, antologia piłkarska „Wszystko, co chcielibyście wiedzieć o piłce...”) - scenariusz Rafał Skarżycki

##### okładki
- Antologia w hołdzie Tadeuszowi Baranowskiemu.
- Koziołek Matołek - Antologia 75 lat Koziołka Matołka.

### Film
- 2010 - Jeż Jerzy (reżyseria)